# Diosaccus truncatus
Diosaccus truncatus är en kräftdjursart som beskrevs av Gurney 1927. Diosaccus truncatus ingår i släktet Diosaccus och familjen Diosaccidae. Inga underarter finns listade i Catalogue of Life.